# Abot-Kamay na Pangarap
Abot-Kamay na Pangarap est une telenovela philippine diffusée du 5 septembre 2022 au 19 octobre 2024 sur le réseau GMA Network,.

## Synopsis
La série suit l'histoire de la vie d'une mère analphabète nommée Lyneth et de sa fille intelligente Analyn, la plus jeune neurochirurgienne des Philippines.

## Distribution
Acteurs principaux
- Carmina Villarroel : Lyneth Santos-Tanyag
- Jillian Ward : Analyn Santos Tanyag

Acteurs secondaires
- Richard Yap : Robert Jose "RJ" Tanyag
- Dominic Ochoa : Michael Lobrin
- Pinky Amador : Moira Barretto
- Andre Paras : Luke Antonio
- Wilma Doesnt : Josaline "Josa" Enriquez-Valencia
- Kazel Kinouchi : Zoey Barretto Benitez
- Jeff Moses : Reagan Tibayan
- Dexter Doria : Susana "Susan" Burgos
- Chuckie Dreyfus : Raymund "Ray" Meneses
- Ariel Villasanta : Cromwell "Croms" Valencia

Acteurs récurrents
- Denise Barbacena : Eulalia "Eula" Sarmiento
- Patricia Coma : Grace Villar
- Alexandra Mendez : Jhoanne Lery H. Dizon
- John Vic De Guzman : Kenneth "Ken" Prado
- Che Ramos-Cosio : Katherine "Katie" Enriquez
- Eunice Lagusad : Karen Elise G. Caudal
- Alchris Galura : Evan Andrew L. Nicolas
- Anya Gonzalez Almario : Joyce "Joy" Cruz
- Leo Martinez : Joselito "Pepe" Tanyag
- Dianne dela Fuente : Patricia Menor
- Allen Dizon : Carlos Benitez
- Dina Bonnevie : Giselle Marie Tanyag
- Ken Chan : Lyndon Javier
- Prince Clemente : Neskrist "Krist" Ilustre
- Chanel Latorre : Luningning "Ning" Sandoval
- Sam Pinto : Denise Evangelista

## Diffusion
- GMA Network (2022-2024)